# Le Pré-d'Auge
Le Pré-d'Auge é uma comuna francesa na região administrativa da Normandia, no departamento Calvados. Estende-se por uma área de 10,72 km². Em 2010 a comuna tinha 899 habitantes (densidade: 83,9 hab./km²).